# Ahmad Shekib Iqbal
Ahmad Shekib Iqbal (* 28. August 1995) ist ein afghanischer Badmintonspieler.

## Karriere
Ahmad Shekib Iqbal startete 2014 bei den Asienspielen, wobei er im Herrendoppel antrat. Er schied in der 1. Runde aus. 2014 war er auch bei den Iran International am Start. Im Einzel scheiterte er dort in der Qualifikation, während er im Doppel im Achtelfinale stand.